# Luzzatto
Luzzatto (Plural: Luzzatti) ist ein verbreitet vorkommender Familienname in Italien, welcher auf der Bezeichnung für Zuwanderer aus der deutschen Region Lausitz (lat. Lusatia) beruht. 

## Die Familie Luzzatto
Die Luzzattos (hebr. לוצאטו) sind eine heutzutage weitverzweigte Familie, deren Familienäste – teils auch jüdischen Ursprungs – bis in die erste Hälfte des 16. Jahrhunderts zurückverfolgt werden können. Viele bekannte Namensträger stammen aus jenem Familienzweig, welcher vor allem im Raum Padua und dem Piemont gewirkt hatte.
Der italianisierte Name leitet sich von der lateinischen Bezeichnung "Lusatia" für die deutsche Gegend "Lausitz" ab. Als Beleg für die Lausitzer Herkunft gilt, dass in der Familiensynagoge in Venedig der Deutsche Ritus und nicht der sonst verbreitete Sephardische Ritus gepflegt wurde. Andere gleichnamige Familienzweige reichen bis in das 14. Jahrhundert zurück und erlangten aufgrund hoher Ämter die Wappenfähigkeit. Zweige dieser alten Patrizierfamilie mit Ursprung in Venedig gediehen in und um Florenz, Jesi, Urbino sowie im Großraum der Herrschaft Lombardo-Venetien in Meran, Triest und Görz.

## Namensträger
- Adele Luzzatto (1936–1957), italienische Dichterin
- Amos Luzzatto (1928–2020), italienischer Arzt, Essayist und Präsident des Verbandes jüdischer Gemeinden in Italien
- Carolina Coen-Luzzatto (1837–1919), italienische Schriftstellerin und Journalistin
- Elena Luzzatto (1900–1983), italienische Architektin
- Elisabeth Luzzatto (1873–1941), österreichische Frauenrechtlerin und Publizistin
- Gino Luzzatto (1878–1964), italienischer Wirtschaftshistoriker (v. a. Marken und Venedig)
- Giuseppe Ignazio Luzzatto (1908–1978), italienischer Rechtshistoriker
- Maria Jagoda Luzzatto (* 1948), italienische Klassische Philologin
- Mosche Chaim Luzzatto (auch als RaMCHaL bekannt) (1707–1746), jüdischer Philosoph und Autor
- Pierpaolo Luzzatto Fegiz (1900–1989), italienischer Statistiker und Meinungsforscher
- Rachel Luzzatto Morpurgo (1790–1871), italienisch-jüdische Dichterin und Hebraistin
- Samuel David Luzzatto (ShaDaL) (1800–1865), italienisch-jüdischer Gelehrter, Dichter und Aufklärer
- Sergio Luzzatto (* 1963), italienischer Historiker
- Simone Luzzatto (ca. 1580–1663), venezianischer Rabbiner und Schriftsteller